# Veikko Sinisalo
Veikko Antero Sinisalo (ur. 30 września 1926 w Riihimäki, zm. 16 grudnia 2003 w Tampere) – fiński aktor. Na przestrzeni lat 1954–2002 wystąpił w około 25 produkcjach filmowych i telewizyjnych. Zagrał w filmie Sven Tuuva, który rywalizował na 9. Międzynarodowym Festiwalu Filmowym w Berlinie.

## Wybrana filmografia
- Nieznany żołnierz (Tuntematon sotilas) (1955)
- Sven Tuuva (1958)